# The Black Mamba
The Black Mamba és un grup musical portuguès que va ser fundat el maig del 2010. Els components del grup són Pedro Tatanka, Miguel Casais i Marco Pombinho.
El 2021, el grup va guanyar el Festival da Canção, la preselecció portuguesa del Festival de la Cançó d'Eurovisió. Representarà Portugal amb la cançó «Love is on My Side» en el Festival de la Cançó d'Eurovisió 2021, que se celebrarà a la ciutat neerlandesa de Rotterdam. És la primera vegada en la història del festival que Portugal envia una cançó que està completament en anglès.